# Silvio Sartori
Silvio Sartori (Barra do Bugres, 1978) é um artista plástico brasileiro.

## Biografia e carreira
Sartori é natural de Barra do Bugres onde viveu até os cinco anos de idade. Dos seis aos vinte e três anos, viveu em Cuiabá. Aos dezessete anos de idade iniciou sua carreira.
No ano 2000, Sartori venceu o primeiro prêmio no Salão Jovem Arte do Estado de Mato Grosso. Em 2003, foi selecionado na categoria de Artes Plásticas do prêmio Ação Cultural do Estado. Em 2004, o artista viajou por várias cidades do Brasil.
Em 2006, Silvio Sartori mudou-se para a Itália, onde adquiriu cidadania italiana e realizou várias intervenções urbanas. Em 2008, mudou-se para Londres, capital da Inglaterra, para se dedicar aos estudos da língua inglesa. Em 2013, retornou ao Brasil. Entre 2014 e 2015, viajou pelo Brasil, percorrendo nove estados trabalhando como artista visual. Em 2016, volta a Cuiabá para realizar uma exposição no Museu de Artes do Estado de Mato Grosso.
De acordo com matéria publicada em 2017 sobre uma de suas exposições em Cuiabá:
"O trabalho de Silvio Sartori é marcado pelo grafismo com inspiração nos estilos impressionista, expressionista e moderno que tomam formas de desenhos com pinceladas rápidas, ágeis e largas, transitando em diversas cores quentes e em tons pastéis sobre o papel canson".